# Res Nova (schip, 1898)
De Res Nova is een Groninger tjalk die is omgebouwd tot vrachtschip. Het schip verloor al vroeg zijn mast en wordt momenteel gebruikt als wachtschip door Waterscoutinggroep Marco Polo in Alkmaar. Het schip bestaat uit een dagverblijf, met daaraan gekoppeld een toilet, een kombuis en een materiaalopslag. Achter op het schip is een stuurhut gebouwd, met daaronder de roef.
In de zomer en winter ligt het schip sinds 1965 in de Gemeentehaven van Alkmaar, naast de Accijnstoren bij het Noordhollandsch Kanaal. 's Zomers vinden de opkomsten plaats in Akersloot, op een landtong. Met het schip gaan de Dolfijnen, de Gidsen/Zeeverkenners, de Wilde Vaart en de Stam op kamp.

## Geschiedenis
De geschiedenis van het schip is in de publiciteit weinig beschreven. Wel zijn veel sporen van het verleden zichtbaar aan de littekens op de huid van het schip. Zo zijn de locaties van de zijstagen nog duidelijk te herkennen. Ook is goed te zien hoe het schip meerdere malen is verhoogd. Hierbij zijn de gangboorden met ruim 10 centimeter verhoogd, vanaf de motorkamer tot aan de boeg. Verdere informatie is terug te vinden in de liggers. In het verleden was er een Hollandia-eenpitter ingebouwd, vervaardigd in Kinderdijk in 1926. In datzelfde jaar werd de mast van het schip verwijderd. Waarschijnlijk is het schip in 1939 met 2,32 meter verlengd.
Na de bouw is het schip naar Sint-Maartensdijk gevaren. Vermoedelijk is het gedurende deze periode in het zuidwesten van Nederland gebleven, tot na de Tweede Wereldoorlog. In die tijd zou het schip dienst hebben gedaan als vrachtschip. Door de jaren heen zijn hier ook de uitbreidingen uitgevoerd.
Sinds 2019 is een Certificaat van Onderzoek verplicht voor schepen langer dan 20 meter. Voor het destijds 120 jaar oude schip betekende dit dat er flink wat aanpassingen nodig waren. Zo zijn de herftwanden vervangen, die bestonden uit meerdere staalplaten als gevolg van eerdere ophogingen van het schip. In 2021 is het schip, met ondersteuning van Independent Energy BV, uitgerust met zonnepanelen om bij te dragen aan de energietransitie. Een jaar later is de motor gereviseerd vanwege een lekkende koppakking.

## Liggers Scheepmetingsdienst[4]
| Meetnummer | District en volgnr. | Meetdatum        | Meetplaats | Lengte [m] | Breedte [m] | Inzinking [m] | Waterverplaatsing [ton] | Naam     | Eigenaar                 | Domicilie        |
| ---------- | ------------------- | ---------------- | ---------- | ---------- | ----------- | ------------- | ----------------------- | -------- | ------------------------ | ---------------- |
| D61N       | Dordrecht           | 5 oktober 1899   | Dordrecht  | 20,13      | 4,55        | -             | 80,839                  | Res Nova | J.M. Eerland             | St. Maartensdijk |
| R11879N    | Rotterdam           | 25 maart 1939    | Roermond   | 22,45      | 4,55        | 1,64          | 90,345                  | Res Nova | J. van Houdt             | Wemeldinge       |
| AN3451     | Amsterdam           | 14 december 1987 | -          | 22,56      | 4,53        | 1,03          | 25,016                  | Res Nova | Scoutinggroep Marco Polo | Alkmaar          |